# قماش بنغالين
قماش البنغالين (بالإنجليزية: Bengaline silk) هو قماش منسوج يعد من الأقمشة العصرية في ملابس النساء والأولاد بين عامي 1880م و1890م.وهو نوع من أنواع الأقمشة ذات النسيج المضلع، يتكون من الخيط المفرد في السدى والخيط المزوي في اللحمة، السدى من القطن أو الرايون أو الأسيتات أو الصوف أو خليط منها. يعطي هذا القماش انطباعًا بأنه من الحرير الخالص ولكنه في الحقيقة يتكون من القطن أكثر من الحرير.
مال قماش البنغالين إلى الخروج عن الموضة عندما أصبحت الأقمشة الناعمة شعبية. قماش البيكي، الصرج القطري، وقماش Surah تشبه قماش البنغالين. قماش Surah عرفت مرة في فرنسا بأنه قماش حرير صوفي.
بيع قماش البنغالين بسعر 2.50 دولار لكل يارد في 1889م ولكن أحياناً خفض سعره ليباع بسعر 1.25 دولار لكل يارد 
وقد بيعت عباءة طويلة مبطنة وثقيلة للأطفال من قماش بنغالين مطرز بسعر 7.98 دولار في مدينة منهاتن في نيويورك في المتاجر في عام1893م.
الفساتين المخططة بشكل قطري المصنوعة من هذا القماش كانت رائجة في ربيع 1912م.

## طالع المزيد
- تركيب نسيجي
- قماش بوبلين
- قماش باكرام
- قماش شالي
- نسيج سادة
- منسج دوبي